# Domenico Fattori
Domenico Fattori (fl. XIX-XX secolo) è stato un politico sammarinese attivo fra la fine del XIX e l'inizio del XX secolo.

## Biografia
Fu Segretario di Stato per gli Affari Esteri dal 1860 al 1908. Verosimilmente si tratta del politico che più a lungo nella storia mondiale ha esercitato questo ufficio. Fu altresì Segretario di Stato per gli Affari Interni (dal 1860 al 1872) e per le Finanze (1857 - 1859).
Fu anche per ben 12 volte Capitano Reggente, la prima nel 1857, l'ultima nel 1914.